# الاتصالات البصرية في الفضاء السحيق
يُعد نظام الاتصالات البصرية في الفضاء السحيق (بالإنجليزية: Deep Space Optical Communications (DSOC)) نظام اتصالات فضائي بالليزر قيد التشغيل يعمل على تحسين أداء الاتصالات بمقدار 10 إلى 100 مرة مقارنة بتقنية التردد اللاسلكي دون التسبب في زيادة في الكتلة أو الحجم أو الطاقة.  يتمتع النظام بالقدرة على توفير روابط تنزيل ذات نطاق ترددي عالي حتى في الفضاء الأبعد عن الفضاء القمري.
ويقود هذا المشروع مختبر الدفع النفاث التابع لوكالة ناسا في باسادينا، كاليفورنيا . في أبريل 2024، نجح النظام في التواصل مع مركبة الفضاء Psyche على مسافة 225 مليون كم. 

## الملخص
قد تتطلب الرحلات الاستكشافية البشرية المستقبلية تدفقًا ثابتًا من الصور عالية الدقة، ومقاطع الفيديو المباشرة، ونقل البيانات في الوقت الفعلي عبر الفضاء السحيق لتمكين التوجيه والتحديثات في الوقت المناسب أثناء الرحلات الطويلة.  حتى مع مُعدل البيانات الأقصى الذي يبلغ 5.2 ميجابت في الثانية (Mb/s)، فإن مستكشفة المريخ المدارية Mars Reconnaissance Orbiter (MRO) تحتاج إلى 7.5 ساعة لنقل جميع البيانات الموجودة على متنها، و1.5 ساعة لإرسال صورة HiRISE عالية الدقة واحدة لمعالجتها على الأرض. تفرض أجهزة التصوير الطيفي عالية الدقة الحديثة المزيد من المتطلبات على نظام الاتصالات الخاص بها، مما يتطلب معدلات بيانات أعلى. 
تم عرض هذه التكنولوجيا الرائدة لجهاز الإرسال والاستقبال البصري في عام 2023 على متن مهمة سايكي الفضائية Psyche الروبوتية التابعة لوكالة ناسا لدراسة الكويكب المعدني العملاق المعروف باسم 16 Psyche . سيتم استقبال أشعة الليزر من المركبة الفضائية بواسطة تلسكوب هيل الذي يبلغ قطره 5 أمتار في مرصد بالومار في كاليفورنيا.  سيتم إرسال أشعة الليزر إلى المركبة الفضائية من تلسكوب أصغر في مرصد جبل تيبل في كاليفورنيا.
تم تحقيق أول إتصال بصري في 14 نوفمبر 2023. 
تم بث أول مقطع فيديو بنجاح من الفضاء باستخدام هذه التقنية في 11 ديسمبر 2023 من مسافة قياسية بلغت 31 مليون كم (حوالي 80 ضعف المسافة بين الأرض والقمر). 

## التصميم

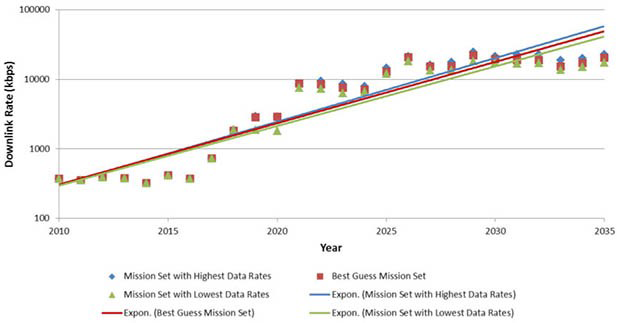
معدلات البيانات المطلوبة لمهام الفضاء السحيق في العقود القادمة.

ستستخدم هذه التقنية الجديدة أشعة الليزر المتقدمة في نطاق الأشعة تحت الحمراء القريبة (1.55 ميكرومتر  ) من الطيف الكهرومغناطيسي.  يعتمد التصميم على إرسال إشارة ليزر من الأرض للمساعدة في تثبيت وضبط المركبة في خط الرؤية المباشر مع الأرض وتثبيت الهوائي كي يواجه الأرض. بالإضافة إلى ذلك، يتم استخدام رموز مُتقدمة للاتصالات حتى تكون خالية من الأخطاء. سيكون على النظام أن يقوم بتصحيح الضوضاء الخلفية (الضوء المبعثر) من الغلاف الجوي للأرض والشمس.  بالنظر إلى الأجهزة الحالية (1 م إرسال أرضي، 5 م استقبال أرضي، 22 سم، ومن المتوقع أن يصل الاتصال الصاعد إلى 292 كيلوبت/ثانية على مسافة 0.4 وحدة فلكية (60,000,000 كـم؛ 37,000,000 ميل) ، مع وصول الارتباط الهابط إلى 100 ميغابت/ثانية على نفس المسافة.  يتناسب عرض الشعاع المنقول عكسياً مع التردد المستخدم، لذا فكلما كان الطول الموجي المستخدم أقصر (أي كلما كان تردد عالي)، كلما أمكن الحصول على شعاع أضيق وأكثر تركيزاً.  سيعتمد عرض النطاق الترددي للارتباط الهابط على قطر التلسكوب الأرضي وسيكون أقل أثناء النهار. 
| جهاز إرسال اليزر                                                      | الأنظمة الأرضية                                                                            |
| --------------------------------------------------------------------- | ------------------------------------------------------------------------------------------ |
| الليزر: 4 وات الطول الموجي: 1550 ن م                                  | الارتباط الصاعد: • تلسكوب (1 متر) • 5 قوة كيلووات • الطول الموجي 1064 ن م                  |
| التلسكوب: 22 فتحة سم قادر على الإشارة إلى ما يصل إلى 3 درجات من الشمس | الرابط الهابط: • تلسكوب 5 م • يعمل ليلاً أو نهارًا • يمكن أن تشير إلى مسافة 12 درجة من الشمس |
| الكتلة: <29 كجم                                                       |                                                                                            |
| الطاقة: <100 وات                                                      |                                                                                            |

## مهمة سايكي
تم تَضمِين إختبار الاتصالات البصرية في الفضاء السحيق مع مهمة Psyche التابعة لوكالة ناسا، والتي تم إطلاقها في 13 أكتوبر 2023. ستستكشف مركبة الفضاء Psyche الكويكب المعدني 16 Psyche ، وتصل إلى حزام الكويكبات في عام 2029.   
تم تحقيق أول ضوء للنظام DSOC في 14 نوفمبر 2023. نجحت التجربة في إرسال مقطع فيديو عالي الدقة مدته 15 ثانية في 11 ديسمبر/كانون الأول من موقع يبعد 19 مليون ميل عن الأرض (31 مليون كيلومتر، أو حوالي 80 ضعف المسافة بين الأرض والقمر). تم إرسال مقطع فيديو مُحمل مسبقًا لقِطة تُدعى «تاترز» بأقصى معدل بت للنظام وهو 267 ميجابت في الثانية (Mbps) واستغرق 101 ثانية للوصول إلى الأرض. 